# マツカレハ
マツカレハ（学名:Dendrolimus spectabilis）は、チョウ目カレハガ科に属する昆虫である。幼虫はマツケムシと呼ばれることがある。日本全国およびシベリア、樺太、朝鮮半島に分布する。

## 特徴
成虫は通常年1回、6月から10月（最盛期は7月から8月）に出現する。成虫は茶褐色で翅（はね）に白の斑紋があるが、個体差が大きく斑紋がないものもある。その年に伸びた針葉に100から300の塊状の卵を産卵する。
産卵後約1週間でふ化し、集団でマツ類の針葉の片側だけを鋸歯状に食害する（食害を受けた葉は赤変する）。幼虫は1回脱皮すると分散し、マツ類の基部まで食害するようになる。
寄生植物はアカマツ、クロマツ、チョウセンマツなどマツ属、カラマツである。
10月頃に針葉さらに樹幹から根際や樹皮の割れ間などに移動し、若齢幼虫として越冬する。その後、3月から4月頃に再び針葉上に移って食害し、針葉上、枝、幹などで蛹化する。
老熟幼虫は、体長約60ミリで頭部は暗褐色、胴部は銀から黄褐色で、全体に黒色長毛があり、背中の一部に毒毛をもつ。

## 被害

### 森林への被害
時には大量発生し、食害により地域の森林が大規模に枯損するほどになることがある。
1919年以降、樺太でマツカレハの食害が顕著となり、4年間で8800万石が被害に遭った。
また、1924年には樺太の大泊湾一帯で大量発生。一夜にして数百町歩の森林が食い荒らされたとの記録も残る。

### 毛虫皮膚炎
幼虫は全体に黒色長毛があるが、背中の一部に黒藍色（藍黒色）の毒毛（毒針毛）をもち、刺されると激痛を生じ腫れ上がる。

## 防除
新梢上の針葉の卵塊を見つけてつぶす物理的方法がある。薬剤としてはスミパイン乳剤やDDVP乳剤などを使用する方法があるが、薬剤の効果は若齢幼虫で高く、老熟幼虫では効果が劣るとされる。
日本では伝統的にマツの幹の胸高付近に藁でできた「こも」を巻くこも巻きが行われてきたが、害虫防除効果は僅かで、むしろ益虫に越冬場所を提供する効果が指摘され、益虫を集めて殺すことにならないよう、こもの処理には十分な配慮が必要とされた。